# Omega Pharma-Lotto/2011
Deze pagina geeft een overzicht van de Omega Pharma-Lotto ProTeam wielerploeg in  2011.

## Algemene gegevens
Sponsors: Omega Pharma, Belgische Nationale Loterij
Teammanager: Geert Coeman
Ploegleiders: Michiel Elijzen, Herman Frison, Dirk De Wolf, Jean-Pierre Heynderickx, Marc Sergeant, Marc Wauters,
Fietsmerk: Canyon

## Renners
| Naam                          | Geboortedatum | Nationaliteit       | Ploeg 2010                |
| ----------------------------- | ------------- | ------------------- | ------------------------- |
| Mario Aerts                   | 31-12-1974    | België              |                           |
| Jan Bakelants                 | 14-02-1986    | België              |                           |
| Adam Blythe                   | 01-11-1989    | Verenigd Koninkrijk |                           |
| David Boucher                 | 17-03-1980    | Frankrijk           | Landbouwkrediet           |
| Bart De Clercq                | 26-08-1986    | België              | Davo-Lotto (elite 2)      |
| Francis De Greef              | 02-02-1985    | België              |                           |
| Jens Debusschere              | 28-08-1989    | België              | PWS Eijsen (elite 2)      |
| Kenny Dehaes                  | 10-11-1984    | België              |                           |
| Gert Dockx                    | 04-07-1988    | België              | HTC-Columbia              |
| Philippe Gilbert              | 05-07-1982    | België              |                           |
| André Greipel                 | 16-07-1982    | Duitsland           | HTC-Columbia              |
| Adam Hansen                   | 11-05-1981    | Australië           | HTC-Columbia              |
| Olivier Kaisen                | 30-04-1983    | België              |                           |
| Sebastian Lang                | 15-09-1979    | Duitsland           |                           |
| Matthew Lloyd                 | 24-05-1983    | Australië           |                           |
| Klaas Lodewyck                | 24-04-1988    | België              | Topsport Vlaanderen       |
| Maarten Neyens                | 01-03-1985    | België              | Topsport Vlaanderen       |
| Oscar Pujol                   | 16-10-1983    | Spanje              | Cervélo                   |
| Vicente Reynés                | 30-07-1981    | Spanje              | HTC-Columbia              |
| Jürgen Roelandts              | 02-07-1985    | België              |                           |
| Marcel Sieberg                | 30-04-1982    | Duitsland           | HTC-Columbia              |
| Jurgen Van De Walle           | 09-02-1977    | België              | Quick Step-wielerploeg    |
| Jurgen Van den Broeck         | 01-02-1983    | België              |                           |
| Sven Vandousselaere           | 29-08-1988    | België              | Jong Vlaanderen-Bauknecht |
| Jelle Vanendert               | 19-02-1985    | België              |                           |
| Jussi Veikkanen               | 29-03-1981    | Finland             | Française des Jeux        |
| Frederik Willems              | 08-09-1979    | België              | Liquigas-Doimo            |
| Stagiairs                     |               |                     |                           |
| Tosh Van der Sande (stagiair) | 28-11-1990    | België              |                           |

### Vertrokken
| Naam                    | Geboortedatum | Nationaliteit       | Naar                                 |
| ----------------------- | ------------- | ------------------- | ------------------------------------ |
| Christophe Brandt       | 06-05-1977    | België              | Gestopt                              |
| Wilfried Cretskens      | 10-07-1976    | België              | Donckers Koffie Jelly Belly          |
| Glenn D'Hollander       | 28-12-1974    | België              | Gestopt                              |
| Mickaël Delage          | 06-08-1985    | Frankrijk           | FDJ                                  |
| Michiel Elijzen         | 31-08-1982    | Nederland           | Gestopt                              |
| Leif Hoste              | 17-07-1977    | België              | Team Katjoesja                       |
| Jonas Ljungblad         | 15-01-1979    | Zweden              | Team Differdange                     |
| Gerben Löwik            | 29-06-1977    | Nederland           | Gestopt                              |
| Daniel Moreno Fernandez | 05-09-1981    | Spanje              | Team Katjoesja                       |
| Jean-Christophe Peraud  | 22-05-1977    | Frankrijk           | AG2R-La Mondiale                     |
| Staf Scheirlinckx       | 12-03-1979    | België              | Veranda's Willems-Accent             |
| Tom Stubbe              | 26-05-1981    | België              | Donckers Koffie Jelly Belly          |
| Greg Van Avermaet       | 17-05-1985    | België              | BMC Racing Team                      |
| Jurgen Van Goolen       | 28-11-1980    | België              | Veranda's Willems-Accent             |
| Charles Wegelius        | 26-04-1978    | Verenigd Koninkrijk | Unitedhealthcare presented by Maxxis |

## Overwinningen
| Ronde van de Algarve 1e etappe: Philippe Gilbert 4e etappe: André Greipel Monte Paschi Eroica Winnaar: Philippe Gilbert Tirreno-Adriatico 5e etappe: Philippe Gilbert Driedaagse van De Panne-Koksijde 1e etappe: André Greipel Brabantse Pijl Winnaar: Philippe Gilbert Amstel Gold Race Winnaar: Philippe Gilbert Waalse Pijl Winnaar: Philippe Gilbert Luik-Bastenaken-Luik Winnaar: Philippe Gilbert Ronde van Turkije 6e etappe: Andre Greipel | Ronde van Italië 7e etappe: Bart De Clercq Ronde van België 1e etappe: André Greipel 4e etappe: Philippe Gilbert 5e etappe: André Greipel Eindklassement: Philippe Gilbert Puntenklassement: Andre Greipel Critérium du Dauphiné 1e etappe: Jurgen Van den Broeck Ster ZLM Toer 4e etappe: Philippe Gilbert Eindklassement: Philippe Gilbert Nationale kampioenschappen België - wegwedstrijd: Philippe Gilbert België - tijdrit: Philippe Gilbert | Ronde van Frankrijk 1e etappe: Philippe Gilbert 10e etappe: André Greipel 14e etappe: Jelle Vanendert Clásica San Sebastián Winnaar: Philippe Gilbert Eneco Tour 1e etappe: Andre Greipel 2e etappe: Andre Greipel 3e etappe: Philippe Gilbert Grote Prijs van Quebec Winnaar: Philippe Gilbert GP van Wallonië Winnaar: Philippe Gilbert |

1985 · 1986 · 1987 · 1988 · 1989 · 1990 · 1991 · 1992 · 1993 · 1994 · 1995 · 1996 · 1997 · 1998 · 1999 · 2000 · 2001 · 2002 · 2003 · 2004 · 2005 · 2006 · 2007 · 2008 · 2009 · 2010 · 2011 · 2012 · 2013 · 2014 · 2015 · 2016 · 2017 · 2018 · 2019 · 2020 · 2021 · 2022 · 2023 · 2024 · 2025
AG2R-La Mondiale · Astana · BMC Racing Team · Euskaltel-Euskadi · Team Garmin-Cervélo · Team HTC-High Road · Katjoesja · Lampre-ISD · Team Leopard-Trek · Liquigas-Cannondale · Team Movistar · Omega Pharma-Lotto · Quick Step · Rabobank · Team RadioShack · Saxo Bank-Sungard · Sky ProCycling · Vacansoleil-DCM